# Francis Oduor
Francis Oduor (ur. 1971 w Kisumu) – kenijski piłkarz grający na pozycji lewego obrońcy. W swojej karierze rozegrał 20 meczów i strzelił 6 goli w reprezentacji Kenii.

## Kariera klubowa
Swoją karierę piłkarską Oduor rozpoczął w klubie AFC Leopards Nairobi, w barwach którego zadebiutował w 1991 roku w kenijskiej pierwszej lidze. W sezonie 1992 wywalczył z nim mistrzostwo Kenii. Następnie grał w takich klubach jak: Gor Mahia, Mathare United i Tusker Nairobi. Z Mathare United wywalczył mistrzostwo kraju w sezonie 2008.

## Kariera reprezentacyjna
W reprezentacji Kenii Oduor zadebiutował 4 grudnia 1991 roku w wygranym 3:1 meczu Pucharu CECAFA 1991 z Ugandą, rozegranym w Kampali i w debiucie strzelił gola. W 1992 roku został powołany do kadry na Puchar Narodów Afryki 1992. Zagrał w nim w dwóch meczach grupowych: z Nigerią (1:2) i z Senegalem (0:3). Od 1991 do 1999 wystąpił w kadrze narodowej 20 razy i strzelił 6 goli.